# Carlotta Gioacchina di Borbone-Spagna
Carlotta Gioacchina di Borbone-Spagna, (in spagnolo: Carlota Joaquina Teresa Cayetana) (Aranjuez, 25 aprile 1775 – Queluz, 7 gennaio 1830), fu regina consorte di Portogallo.
Detestata dalla corte portoghese - dove era chiamata "la bisbetica di Queluz" (in portoghese: a Megera de Queluz) - Carlotta Gioacchina si conquistò gradualmente anche l'antipatia del popolo, che la accusava di promiscuità e di influenzare il marito a favore degli interessi della corona spagnola.
Dopo la fuga della corte portoghese in Brasile, Carlotta Gioacchina iniziò a cospirare contro il marito, sostenendo che non aveva la capacità mentale di governare il Portogallo e i suoi possedimenti, volendo così stabilire una reggenza. Ambiziosa, progettò anche di usurpare la corona spagnola che era nelle mani del fratello di Napoleone, Giuseppe Bonaparte.
Dopo il matrimonio nel 1817 del figlio Pietro con l'arciduchessa Leopoldina d'Austria e il successivo ritorno della famiglia reale in Portogallo nel 1821, Carlotta Gioacchina fu confinata nel Palazzo reale di Queluz, dove morì sola e abbandonata dai figli il 7 gennaio 1830.
Dopo la sua morte, Carlotta Gioacchina (principalmente in Brasile) è diventata parte della cultura popolare e un'importante figura storica, essendo oggetto di numerosi libri, film e altri media. Alcuni studiosi ritengono che abbia avuto un comportamento rude e superficiale, accusandola di odiare il Brasile.

## Biografia

### Infanzia

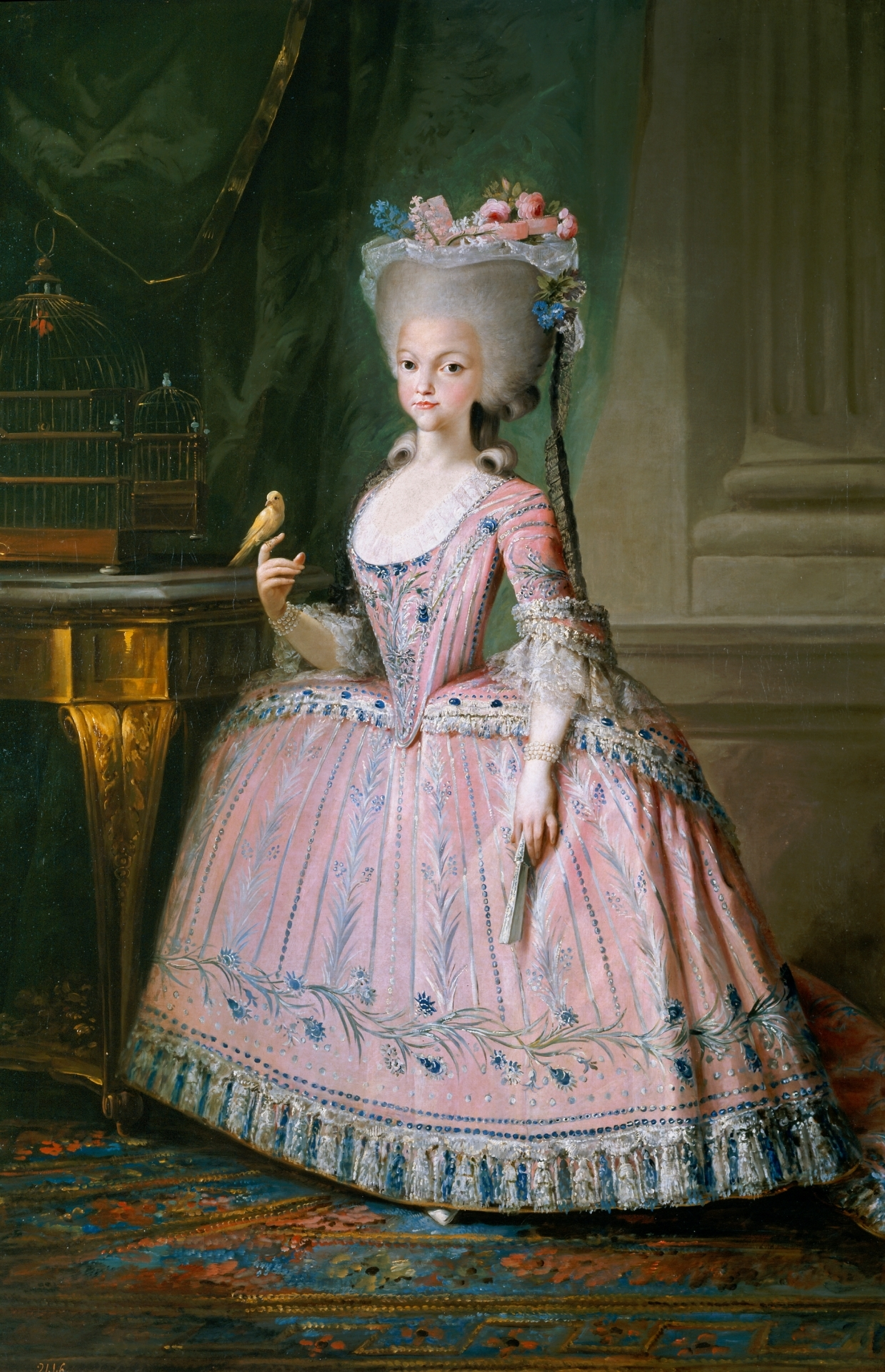
Carlotta Gioacchina di Borbone, infanta di Spagna, ritratta da Mariano Salvador Maella nel 1785

Nata nel Palazzo Reale di Aranjuez, Carlotta Gioacchina era la secondogenita, ma prima figlia superstite, di Carlo IV di Spagna, e di sua moglie, Maria Luisa di Borbone-Parma. In famiglia veniva chiamata semplicemente Carlotta, un nome che onorava sia il padre che il nonno paterno, il re Carlo III di Spagna, di cui Carlotta era la nipote preferita. Nonostante la rigidità della sua educazione e dell'etichetta di corte, l'Infanta fu descritta come birichina e giocosa.
Ricevette un'educazione rigida e profondamente cattolica, con basi negli studi della religione, della geografia, della pittura e dell'equitazione (il suo sport preferito). Il temperamento chiuso e austero della monarchia spagnola imponeva alla famiglia e a tutta la corte rigide norme di comportamento e di etichetta. Re Carlo III, uomo dal comportamento riservato, dedicò più tempo alla sua famiglia che alle animazioni della vita cortigiana, alla quale prese parte attiva la nuora Maria Luisa. La madre di Carlotta assunse presto l'organizzazione degli intrattenimenti a corte, con feste lussuose, dove la morale veniva facilmente dimenticata. Presto l'immagine della principessa delle Asturie sarebbe stata legata a quella di una donna promiscua che tradì il marito con altri uomini. Tra loro, forse, c'era il primo ministro Manuel Godoy, la cui presunta storia d'amore fu ampiamente esplorata dalla stampa dell'epoca. Nemmeno le successive gravidanze e la tanto sperata nascita di un erede maschio vivente al trono nel 1784 salvarono Maria Luisa dal disprezzo della popolazione. Passerà alla storia come una delle regine più impopolari di Spagna e la sua cattiva reputazione colpì profondamente i suoi figli, in particolare Carlotta.

### Matrimonio

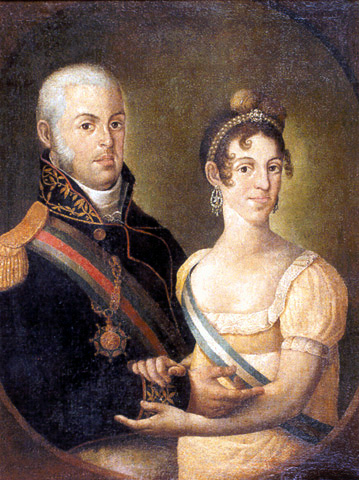
Carlotta Gioacchina e Giovanni VI di Portogallo

Il tema del matrimonio di Carlotta Gioacchina fu organizzato sia dal re Carlo III che da sua sorella Mariana Vittoria, regina vedova del Portogallo, alla fine del 1770, quando Marianna andò in Spagna per incoraggiare le relazioni diplomatiche tra i due paesi. Carlotta Gioacchina doveva sposare l'infante Giovanni, duca di Beja (nipote più giovane di Mariana Vittoria), e l'infante Gabriele di Spagna (zio paterno di Carlotta Gioacchina) doveva sposare l'infanta Maria Anna Vittoria del Portogallo (unica nipote sopravvissuta e omonima della regina vedova del Portogallo).
L'apprendistato di Carlotta sarebbe stato messo alla prova quando si sarebbe sottoposta a una serie di esami pubblici davanti alla corte spagnola e agli ambasciatori portoghesi inviati per conto della regina Maria I del Portogallo per valutare le qualità della principessa destinata a sposare il suo secondogenito.
Avendo dimostrato il talento della sposa, non vi era dunque alcun impedimento all'unione con il principe portoghese, così l'8 maggio 1785 fu celebrato il matrimonio per procura; tre giorni dopo, l'11 maggio, Carlotta Gioacchina e il suo seguito lasciarono la Spagna per Lisbona. Nel suo seguito facevano parte Felipe Scío Riaza, famoso teologo e studioso spagnolo, Emília O'Dempsy, come dama di compagnia, e Anna Miquelina, cameriera personale di Carlotta Gioacchina. La cerimonia nuziale tra l'infante Giovanni e Carlotta Gioacchina ebbe luogo il 9 giugno 1785; lei aveva solo 10 anni mentre il marito ne aveva 18. A causa della giovane età della sposa, la consumazione dell'unione fu ritardata fino al 9 gennaio 1790.

### Alla corte portoghese
Tuttavia, il clima alla corte di Braganza differiva per molti aspetti da quello dell'allegra corte spagnola. Mentre in altre parti d'Europa rappresentavano il segno di una nuova società basata sui principi dell'età dei lumi, in Portogallo la Chiesa cattolica emanava ancora imposte che vietano ogni tipo di divertimento. Fu bandita la drammatizzazione delle commedie, comprese le rappresentazioni di balli e feste. Il regno della regina Maria I fu segnato dall'ascesa di un gruppo conservatore della nobiltà e del clero; un ambiente estremamente "noioso", come definito dalla regina vedova Mariana Vittoria. Carlotta Gioacchina si trovò così in mezzo a un ambiente molto religioso e austero, in contrasto con la stravaganza e il fasto a cui era abituata. Nonostante ciò, il suo rapporto con la suocera era molto tenero, come dimostrano le lettere scambiate tra loro. La gioia e la vivacità di Carlotta furono responsabili delle rare ore di relax della regina.
I suoi usi e costumi più liberali differivano in molti modi da quelli delle altre donne di corte. Abbastanza tradizionali in relazione al comportamento femminile, gli uomini portoghesi disapprovavano la facilità con cui Carlotta Gioacchina transitava nello spazio pubblico, la sua performance in campo politico e il suo malumore nella routine familiare. Poiché la maggior parte delle donne portoghesi è stata privata della vita sociale, il comportamento offensivo di Carlotta Gioacchina ha permesso alcune voci maligne su di lei a corte. Alcuni di loro prevenivano dalla duchessa di Abrantès, moglie del generale francese Junot, che in seguito invase il Portogallo. Durante la sua permanenza a Lisbona, la signora Junot aveva ridicolizzato Carlotta Gioacchina sia per il suo modo di recitare che per il suo modo di vestire, e l'aveva descritta come una donna estremamente brutta.

### Principessa del Brasile
Nel 1788, alla morte del fratello maggiore Giuseppe, principe del Brasile, l'infante Giovanni divenne il primo in linea di successione al trono. Ben presto ricevette i titoli di Principe del Brasile e XV Duca di Braganza. Tra il 1788 e il 1816, Carlotta Gioacchina era conosciuta come Principessa del Brasile in quanto moglie dell'erede al trono portoghese.
Il marito di Carlotta Gioacchina era di buon carattere, indolente, corpulento e brutto quasi quanto lei. Le sue osservanze religiose la annoiavano ed erano del tutto incompatibili. Tuttavia, durante il loro matrimonio diede alla luce nove figli e, poiché erano tutti belli, si diceva che soprattutto i più piccoli non fossero suoi.
Dopo che la regina Maria I divenne pazza nel 1792, il principe Giovanni assunse il governo in suo nome, anche se assunse il titolo di principe reggente solo nel 1799. Questo cambiamento negli eventi si adattava alla natura ambiziosa e talvolta violenta di Carlotta Gioacchina. Si intrometteva frequentemente negli affari di stato, cercando di influenzare le decisioni del marito; questo tentativo di ingerenza nella politica dispiacque alla nobiltà portoghese e persino alla popolazione.
Essendo stata più volte esclusa dalle decisioni del governo, Carlotta Gioacchina organizzò un complotto con l'intenzione di prendere le redini del potere dal principe reggente, arrestandolo e dichiarandolo incapace di governare come sua madre. Tuttavia, nel 1805 fu scoperto questo complotto; il Conte di Vila Verde propose l'apertura di un'inchiesta e l'arresto di tutti i coinvolti, ma Carlotta Gioacchina si salvò perché il marito, volendo evitare uno scandalo pubblico, si oppose al suo arresto, preferendo confinare la moglie al Palazzo di Queluz e al palazzo di Ramalhão, mentre lui stesso si trasferì al palazzo di Mafra, separandosi di fatto da lei. A quel tempo i nemici di Carlotta Gioacchina affermavano che aveva comprato un rifugio dove si concedeva orge sessuali.

### Brasile

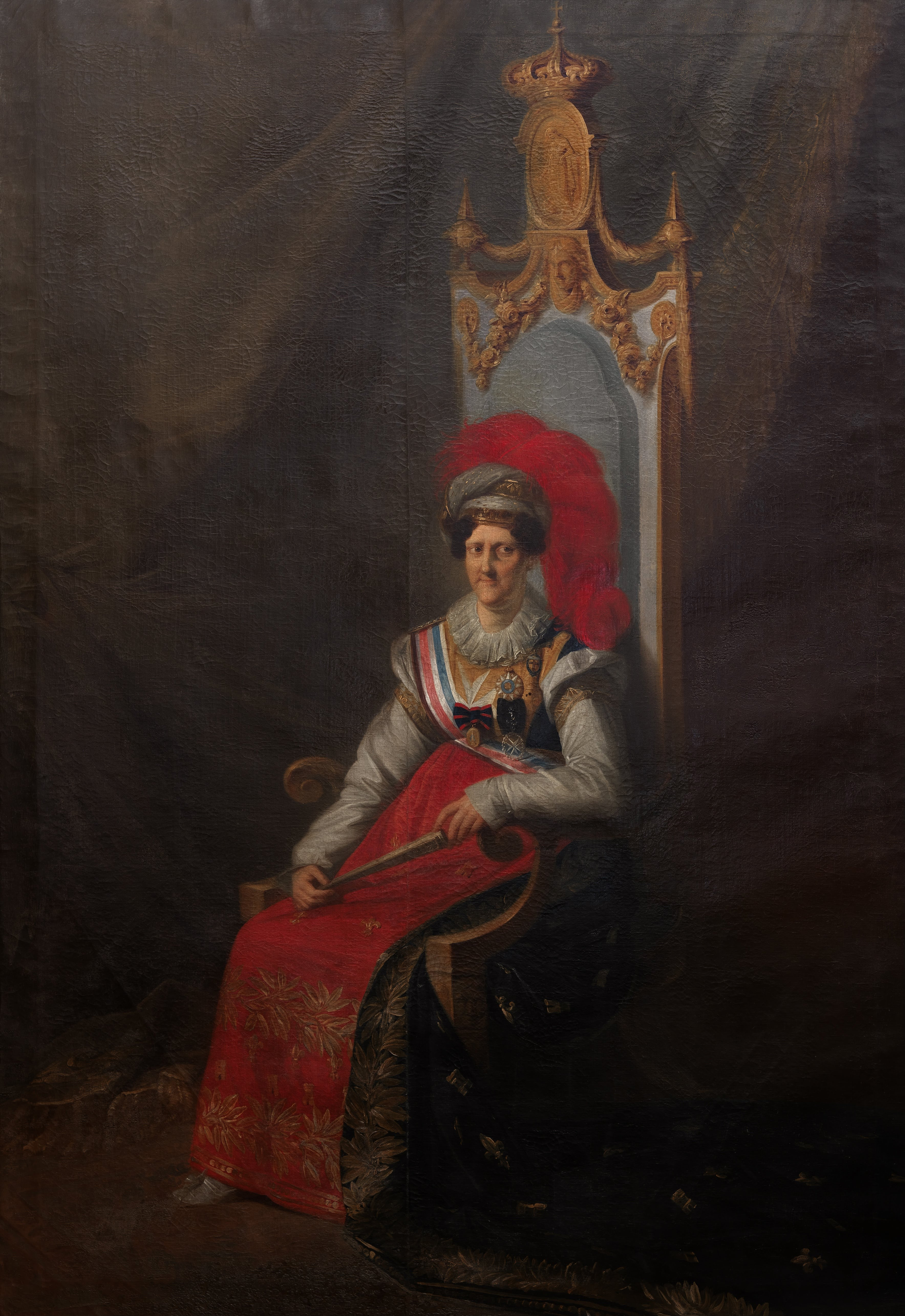
Carlotta Gioacchina, imperatrice titolare del Brasile

Nel 1807, la famiglia reale portoghese lasciò il Portogallo per il Brasile a causa dell'invasione napoleonica.
Di Carlotta Gioacchina si diceva fosse autoritaria, ambiziosa e violenta, oltre a essere particolarmente brutta (come sua madre) e decisamente bassa, benché non tanto da essere una nana. Mentre si trovava in Brasile, fuggita dall'invasione napoleonica insieme a tutta la famiglia reale portoghese, Carlotta tentò di ottenere il governo dei domini spagnoli in America Latina, poiché la Spagna e i suoi sovrani (padre e fratello della principessa) erano prigionieri di Napoleone Bonaparte in Francia ed ella si considerava legittima erede della famiglia reale. I suoi programmi erano quelli d'inviare eserciti a occupare Buenos Aires e l'Argentina del Nord per essere nominata regina de La Plata: le forze ispano-portoghesi, tuttavia, riuscirono soltanto ad annettere la costa orientale del fiume, nota come Cisplatina, che venne mantenuta dall'Impero del Brasile fino al 1828, quando divenne indipendente con il nome di Repubblica dell'Uruguay.

### Regina del Portogallo
Quando la famiglia reale tornò in Portogallo nel 1821 dopo un'assenza di 14 anni, Carlotta Gioacchina incontrò un paese che era cambiato molto dalla loro partenza. Nel 1807, il Portogallo aveva vissuto stabilmente sotto l'assolutismo. Le truppe napoleoniche e gli atteggiamenti politici promossi dalle Cortes di Cadice avevano portato idee rivoluzionarie in Portogallo. Nel 1820, a Porto iniziò una rivoluzione liberale. Una Cortes Gerais costituzionale era stata promulgata e nel 1821 diede al Portogallo la sua prima costituzione. La regina aveva posizioni anticonservatrici e voleva una risposta reazionaria in Portogallo. Suo marito, tuttavia, non voleva rinnegare i suoi voti per sostenere la costituzione. Carlotta Gioacchina strinse un'alleanza con il figlio più giovane Michele, che condivideva le opinioni conservatrici di sua madre. Nel 1824, usando la posizione di Michele come comandante dell'esercito, presero il potere e tennero il re virtualmente prigioniero nel palazzo, dove la regina cercò di farlo abdicare in favore di Michele. Il re ricevette l'aiuto britannico contro sua moglie e suo figlio e riprese il potere, costringendo infine suo figlio a lasciare il paese. La regina dovette andare brevemente in esilio.
Giovanni VI visse a Palazzo Bemposta e la regina a Queluz. Sebbene vivesse lì tranquillamente, divenne decisamente eccentrica nell'abbigliamento e nel comportamento. Tuttavia, il loro figlio maggiore Pietro, lasciato come reggente in Brasile, fu proclamato e incoronato il 1 dicembre 1822 come imperatore indipendente. Giovanni VI rifiutò di accettarlo finché non fu convinto dagli inglesi a farlo, firmando nell'agosto 1825 il Trattato di Rio de Janeiro con il quale a lui e Carlotta Gioacchina fu concesso il titolo onorifico di Imperatori del Brasile. Morì nel marzo 1826. Rivendicando problemi di salute, Carlotta Gioacchina rifiutò di visitare il suo letto di morte e fece circolare la voce che suo marito fosse stato avvelenato dai massoni.
Pietro, imperatore del Brasile, ora divenuto anche re del Portogallo, sapeva che svolgere i doveri di entrambe le posizioni sarebbe stato impossibile, perciò abdicò in Portogallo in favore di sua figlia maggiore Maria e fatta fidanzare con suo zio Michele. Nel frattempo, la figlia di Carlotta Gioacchina, l'infanta Isabella Maria, divenne reggente in Portogallo al posto di sua madre, che normalmente avrebbe ricoperto l'incarico come regina vedova. Circa due anni dopo la piccola regina partì per il Portogallo, solo per scoprire all'arrivo a Gibilterra che lo zio e fidanzato non solo avevano rimosso il reggente, ma si erano dichiarato re del Portogallo.

### Morte

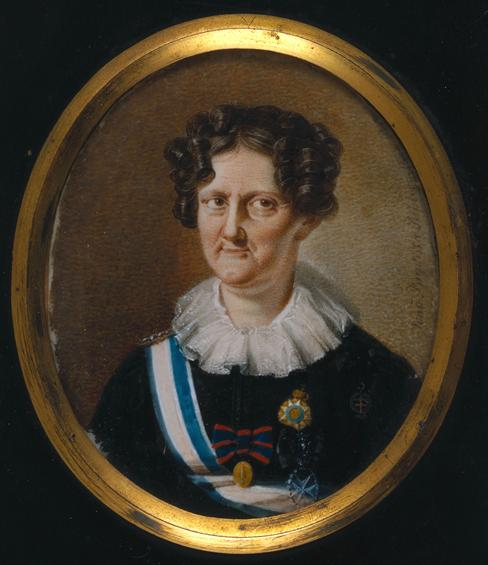
Carlotta Gioacchina in tarda età

Carlotta Gioacchina morì nel palazzo reale di Queluz, il 7 gennaio 1830. Venne tumulata nel Pantheon dei Braganza nel monastero di São Vicente de Fora.

## Discendenza
Carlotta Gioacchina di Spagna e Giovanni VI di Portogallo ebbero nove figli:
- Maria Teresa, principessa di Beira (1793-1874), sposò dapprima l'infante spagnolo Pietro Carlo di Borbone-Spagna (avendone un figlio, Sebastiano di Borbone-Spagna) e poi Don Carlo, pretendente carlista di Spagna, vedovo della sua sorella più giovane;
- Francesco Antonio (1795-1801), quarto principe di Beira;
- Maria Isabella (1797-1818), sposò Ferdinando VII di Spagna, suo zio;
- Pietro IV del Portogallo (1798-1834), principe di Beira, poi duca di Braganza e principe del Brasile, divenne re del Portogallo e imperatore del Brasile;
- Maria Francesca (1800-1834), sposò l'infante Carlo Maria Isidoro di Borbone-Spagna, suo zio;
- Isabella Maria (1801-1876), reggente di Portogallo nel 1826;
- Michele I, re di Portogallo (1802-1866);
- Maria Assunta (1805-1834);
- Anna del Gesù (1806-1857), sposò nel 1827 Josè Barreto, duca di Loulé.

## Ascendenza
|                                       |                     |                                | Genitori                                     |  |  | Nonni |  |  | Bisnonni            |  |  | Trisnonni              |  |
|                                       |                     |                                |                                              |  |  |       |  |  | Filippo V di Spagna |  |  | Luigi, il Gran Delfino |  |
|                                       |                     |                                |                                              |  |  |       |  |  | Filippo V di Spagna |  |  | Luigi, il Gran Delfino |  |
|                                       |                     | Maria Anna Vittoria di Baviera |                                              |  |  |       |  |  | Filippo V di Spagna |  |  |                        |  |
| Carlo III di Spagna                   |                     |                                |                                              |  |  |       |  |  | Filippo V di Spagna |  |  |                        |  |
|                                       |                     | Elisabetta Farnese             | Odoardo II Farnese                           |  |  |       |  |  |                     |  |  |                        |  |
|                                       |                     | Elisabetta Farnese             | Odoardo II Farnese                           |  |  |       |  |  |                     |  |  |                        |  |
|                                       |                     | Elisabetta Farnese             | Dorotea Sofia di Neuburg                     |  |  |       |  |  |                     |  |  |                        |  |
| Carlo IV di Spagna                    |                     | Elisabetta Farnese             |                                              |  |  |       |  |  |                     |  |  |                        |  |
|                                       |                     | Augusto III di Polonia         | Augusto II di Polonia                        |  |  |       |  |  |                     |  |  |                        |  |
|                                       |                     | Augusto III di Polonia         | Augusto II di Polonia                        |  |  |       |  |  |                     |  |  |                        |  |
|                                       |                     | Augusto III di Polonia         | Cristiana Eberardina di Brandeburgo-Bayreuth |  |  |       |  |  |                     |  |  |                        |  |
| Maria Amalia di Sassonia              |                     | Augusto III di Polonia         |                                              |  |  |       |  |  |                     |  |  |                        |  |
|                                       |                     | Maria Giuseppa d'Austria       | Giuseppe I d'Asburgo                         |  |  |       |  |  |                     |  |  |                        |  |
|                                       |                     | Maria Giuseppa d'Austria       | Giuseppe I d'Asburgo                         |  |  |       |  |  |                     |  |  |                        |  |
|                                       |                     | Maria Giuseppa d'Austria       | Guglielmina Amalia di Brunswick-Lüneburg     |  |  |       |  |  |                     |  |  |                        |  |
| Infanta Carlotta Gioacchina di Spagna |                     | Maria Giuseppa d'Austria       |                                              |  |  |       |  |  |                     |  |  |                        |  |
|                                       | Filippo V di Spagna | Luigi, il Gran Delfino         |                                              |  |  |       |  |  |                     |  |  |                        |  |
|                                       | Filippo V di Spagna | Luigi, il Gran Delfino         |                                              |  |  |       |  |  |                     |  |  |                        |  |
|                                       | Filippo V di Spagna | Maria Anna Vittoria di Baviera |                                              |  |  |       |  |  |                     |  |  |                        |  |
| Filippo I di Parma                    | Filippo V di Spagna |                                |                                              |  |  |       |  |  |                     |  |  |                        |  |
|                                       |                     | Elisabetta Farnese             | Odoardo II Farnese                           |  |  |       |  |  |                     |  |  |                        |  |
|                                       |                     | Elisabetta Farnese             | Odoardo II Farnese                           |  |  |       |  |  |                     |  |  |                        |  |
|                                       |                     | Elisabetta Farnese             | Dorotea Sofia di Neuburg                     |  |  |       |  |  |                     |  |  |                        |  |
| Maria Luisa di Borbone-Parma          |                     | Elisabetta Farnese             |                                              |  |  |       |  |  |                     |  |  |                        |  |
|                                       |                     | Luigi XV di Francia            | Luigi di Borbone-Francia                     |  |  |       |  |  |                     |  |  |                        |  |
|                                       |                     | Luigi XV di Francia            | Luigi di Borbone-Francia                     |  |  |       |  |  |                     |  |  |                        |  |
|                                       |                     | Luigi XV di Francia            | Maria Adelaide di Savoia                     |  |  |       |  |  |                     |  |  |                        |  |
| Luisa Elisabetta di Borbone-Francia   |                     | Luigi XV di Francia            |                                              |  |  |       |  |  |                     |  |  |                        |  |
|                                       |                     | Maria Leszczyńska              | Stanislao Leszczyński                        |  |  |       |  |  |                     |  |  |                        |  |
|                                       |                     | Maria Leszczyńska              | Stanislao Leszczyński                        |  |  |       |  |  |                     |  |  |                        |  |
|                                       |                     | Maria Leszczyńska              | Caterina Opalińska                           |  |  |       |  |  |                     |  |  |                        |  |
|                                       |                     | Maria Leszczyńska              |                                              |  |  |       |  |  |                     |  |  |                        |  |

## Titoli
- Sua altezza reale l'Infanta Carlotta Gioacchina di Spagna;
- Sua maestà la Regina consorte del Regno Unito di Portogallo, Brasile e l'Algarve;
- Sua maestà la Regina consorte del Portogallo e l'Algarve, ecc.;
- Sua maestà imperiale l'Imperatrice titolare del Brasile;
- Sua altezza imperiale la Principessa Carlotta Gioacchina del Brasile;
- Contessa di Arraiolos, di Barcelos, di Neiva, di Ourém;
- Duchessa di Braganza, di Beja;
- Marchesa di Vila Viçosa.

## Nella cultura di massa

### Film e televisione brasiliana
- Carlota Joaquina - Princesa do Brasile (1994), diretto da Carla Camurati. Un racconto, che mescola storia e leggenda, sulla vita della principessa, dalla sua infanzia fino al suo (non confermato) suicidio.
- O Quinto dos Infernos (2003), diretto da Wolf Maya. Miniserie per la televisione prodotta da Globo TV imperniata sulla famiglia reale portoghese durante il loro soggiorno in Brasile.